# Михайлючка
Михайлю́чка (колишня Рисовата) — село в Україні, у Шепетівському районі Хмельницької області. Центр Михайлюцької сільської громади. Населення становить 1 336 особи (2021).

## Географія
Через село проходить залізниця Звягель I — Шепетівка, у самому селі знаходиться залізнична станція Майдан-Вила. На північ, до села Городнявки, та на південь, до села Цмівки, збудовані автодороги. Село знаходиться в північно-східній частині Шепетівського району Хмельницької області. У східній частині села з півдня на північ протікає мілководна річка Смолка, що бере початок з лісу Мальованського лісництва і впадає в річку Случ біля міста Звягель Житомирської області. Місцевість лісиста. У надрах землі є великі поклади білої глини, коаліну, граніту та графіту, тому ґрунти малородючі.

## Історія

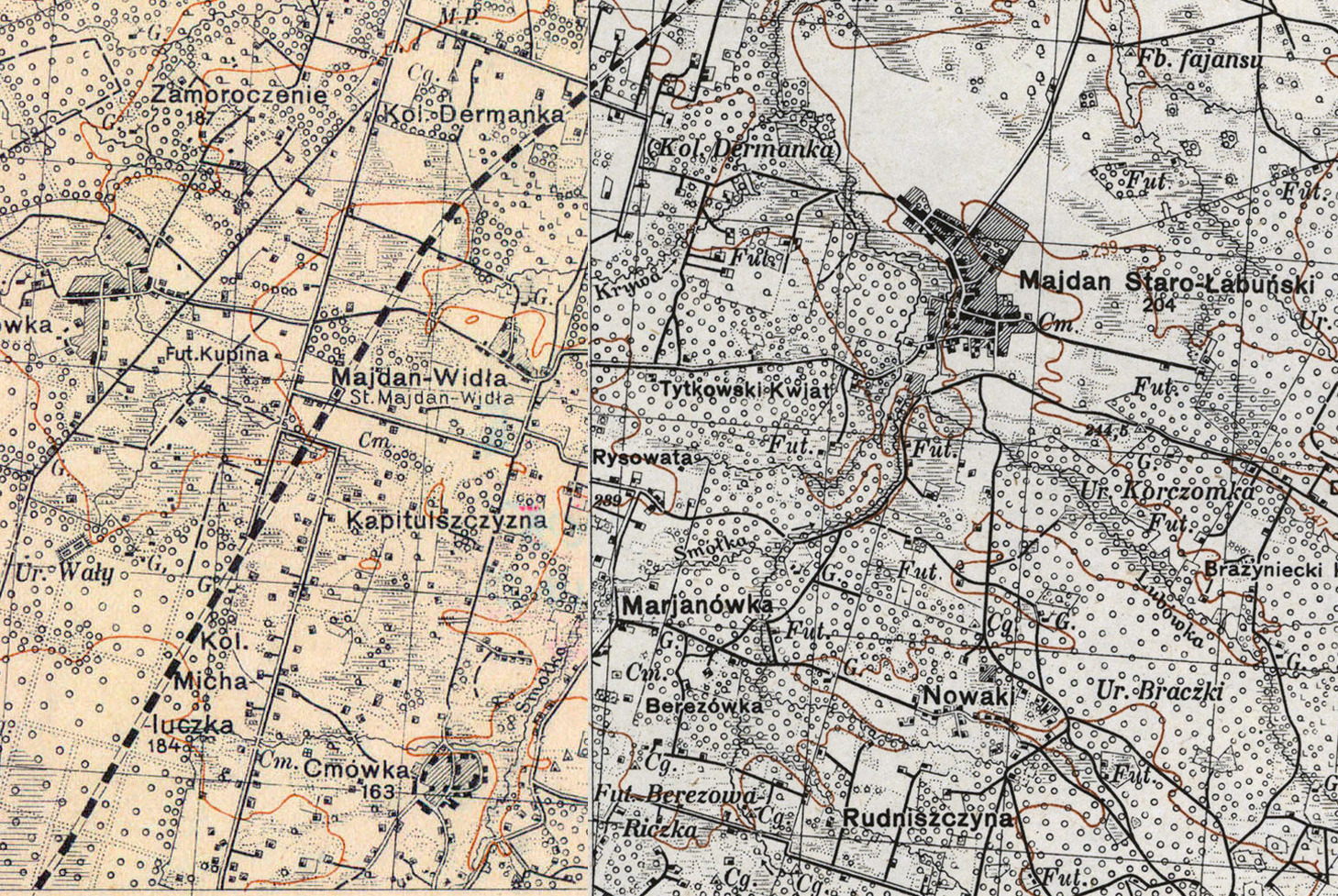
«Тактична карта Польщі 1924–1939»

#### Після другого поділу Польщі (1793)
У 1793 році після Другого поділу Речі Посполитої була утворена Волинська губернія до складу якої увійшли Шепетівка й навколишні села та хутори. Саме в цей період на Волині з'являються німецькі поселення-колонії. Німці купували земельні наділи у місцевих поміщиків і князів. За переказами старожилів назва села походить від прізвища поміщика Михайлюка, що жив у селі Медведівка й володів землями та багатими лісами. Ліс і ділянки землі він продавав. Заселення цієї місцевості відбувалось за рахунок переселення німців і поляків із районів Гродного й з-під Варшави, та українців із навколишніх сіл. Унаслідок цих історичних подій навколо теперішнього села Михайлючки з 1796 по 1810 роки утворилися хутірські поселення німців, поляків, євреїв та українців.
Одним з перших хуторів були Михайлючка та Антонівка, з часом з'явились хутори Рисовата та Капітульщина. За даними губернського статистичного комітету міста Житомир, Михайлючка, як село, згадується наприкінці XIX століття. На той час хутори розширились. У 1899 році в селі Михайлючка було зареєстровано 88 дворів, у селі Рисовата — 32 двори. Ці села на той час відносились до Хролинської волості Ізяславського повіту Волинської губернії . Село Рисовата проіснувало до 1960 року, після чого було реорганізоване в село Михайлючка.
У другій половині ХІХ ст. працювало дві школи лютеранських общин. У 1860 році відкривається Рисоватська приватна школа, до якої ходили діти різних національностей, навчання велось німецькою мовою. У ній навчались 24 хлопчика й 14 дівчаток. Учитель — Георгій Готлібович Фрідріх. 1885 року громада відкриває Михайлюцьку  приватну школу, у якій навчалося 30 хлопчиків та 17 дівчаток. Учитель Рудольф Шульц. Школи національних меншин були ліквідовані в середині 20-х років ХХ ст. під гаслом виправлення націоналістичних відхилень.
Після будівництва залізничної лінії Київ — Брест 1873 року та залізничного вокзалу Майдан-Вила в 1911 році населення навколишніх хуторів збільшується. У 1911 році в селі Михайлючці було 72 двори, де жило 390 чоловік, а в селі Рисоваті — 16 дворів з населенням 157 чоловік. У 1917 році відкривається державна початкова школа. На початку Першої світової війни німецьке населення було виселене в східні райони Росії, яке повернулось у Рисовату після 1922 року.
Навколо сіл та хуторів було 5 цегелень. Одна з них — єврея Когана. Навіть коли став до дії Майдан-Вильський комбінат вогнетривів, Коганова цегельня збереглась у діючому вигляді та відносилася до Купинського комбінату вогнетривів. Лише після Другої світової війни, у 1946 році, її було розібрано, а землю дали жителям села під будівництво приватного господарства.

#### Листопадовий рейд (1921)
6 листопада 1921 року під час Листопадового рейду через Майдан-Вила проходив відділ Василя Падалки Армії Української Народної Республіки. Тут він найняв селян з підводами, що привезли на станцію продовольчий податок на користь окупаційної московської влади.
24 листопада 1921 року через Майдан-Вила, вертаючись з Листопадового рейду, проходила Подільська група (командувач Сергій Чорний) Армії Української Народної Республіки. Тут вона перейшла залізницю Шепетівка — Новоград-Волинський.

#### Коренізація
У 1925 року, згідно рішень ВУЦВК, із метою надання національним меншинам права й можливості розвивати свою культуру й мову, створювалися національні сільські Ради в тих селах, де проживала значна кількість їх представників. На Шепетівщині було утворено дві німецькі національні сільські Ради в складі с. Михайлючка (с. Рисовата, колонії Капітульщини та другої, куди входили колонія Дерманка (нині с. Дубіївка) та колонія Антонівка (нині цього поселення немає) тощо. На 1 січня 1926 р. на Шепетівщині проживало 1592 особи німецької національності.

#### Колективізація
У 1927 році XV з'їзд ВКП/Б бере курс на колективізацію країни. З цього часу розпочинається ліквідація хутірного поселення. Частину заможних поляків та німців виселяють за межі області. Усіх інших розселяють по селах Рисовата та Михайлючка. У подальшому це переселення з хуторів призвело до злиття двох сіл Рисовата та Михайлючка, через що зникають хутори Антонівка та Капітульщина й старе село Михайлючка.
У часи колективізації в німецьких колоніях також створюються колгоспи. 1929 р. у селі Михайлючка організовується колгосп ім. Рози Люксембург, а в селі Рисовата – колгосп ім. Тельмана. Під час колективізації значну частину німців-колоністів, яких називали куркулями, вислано за межі області. У 1929 році на території села Михайлючки побудували завод вогнетривів. Його цеглу відправляли на будівництво доменних печей. Відкриття заводу дало поштовх до появи робітничого селища навколо комбінату. Після війни завод було відбудовано та розширено.
Згідно рішення окружного земельного відділу м. Шепетівки від 19 січня 1930 року, влада почала забирати у селян насінний фонд, худобу, свиней, птицю. Це викликало опір селян та масові протести. Повстання почалось з Плужанського району та перекинулось на всю Шепетівську округу. На початку лютого "Волинка" докотилась до сіл Михайлюцької сільради. Понад 200 жінок сіл Цмівка, Конотоп, Судимонт, Михайлючка озброєні косами, ціпами, вилами пішли громити колгоспні комори. Організатором була Бунтовська Лідія. Вимогами жінок було 8 пунктів, серед яких наприклад: 1. Звільнити з-під арешту полонського ксьондза й не обкладати його податком. 2. Випустити з БУПРу всіх арештованих мешканців сіл. 3. Зняти експортне оподаткування. 4. Завезти промтовари на село за потребами населення і не поділяти пайщиків на бідняків, експортників, тощо. Для придушення повстання, з Шепетівки був надісланий загін кавалеристів. Жінок зігнали до купи. Заарештували Бунтовську Лідію та Фноську (прізвище не відоме) Ці жінки додому не повернулись. Невдоволення серед населення посилилось. Восени 1931 року вночі невідомим було вбито голову Михайлюцької сільської ради Шварца Г. С., який був присланий Шепетівською партійною організацією.

#### Голодомор (1932–1933)
1932 рік був трагічним для всієї України. Під час Голодомору були випадки смерті цілих сімей. Не принесло полегшення і літо 1933 року. Частина людей померла від голоду. Померлих частіше ховали в одній могилі. Після голодомору залишилось багато сиріт. Опікунство над ними взяли колгоспи. Відомо про двох хлопців: поляка Фльорка та німця Лотика.

#### 1933–1937
У 1933 році робітниче селище при Майдан-Вильському комбінаті розширюється, збільшується кількість дітей, через що було прийняте рішення про будівництво семирічної школи. Спільними силами держави, колгоспів та комбінату 1 вересня 1935 року відкривається Михайлюцька семирічна школа. Приміщення дерев'яне. 11 вчителів навчали 128 дітей. Деякі вчителі перейшли з Дерманської школи. З 1938 року школа стає десятирічкою. Перший  випуск 10 класу відбувся 21 червня 1941 року.
У березні 1935 р. населення цих сіл поповнилося за рахунок переселенців із Чернігівської області. У 1936–1937 рр. німців-колоністів знову було депортовано в східні області України та до спецпоселень Казахстану. 1936 року Майдан-Вильський комбінат будує клуб та робітничу їдальню.

#### Друга Світова війна 1939
1939 року німецькі та радянські війська окупували Польщу, назрівала війна. За постановою уряду деякі сім'ї Михайлючки знову підпадають під чергове переселення. У 1939 році до села приїздять військові та починають будівництво містечка. За планом на полі, до села Заморочення, мали будувати аеродром. Але встигли звести лише казарму, конюшню й радіовузол. У цей час виникає потреба в робітниках і до села приїздять сім'ї з Чернігівщини та Вінниччини.

#### 1941
Про початок війни першими дізнались військові. Відразу почалась евакуація. Подали ешелон, у який завантажили солдат й усе найнеобхідніше. Усе, що залишилось на військових складах, було розібране місцевим населенням. Люди були налякані, усі сподівались, що війна триватиме недовго. З перших годин почалась мобілізація чоловічого населення. Багато сімей евакуювались. Боїв за село не було, фашисти швидко пішли на схід. З серпня місяця в селі починає встановлюватись німецька влада. У приміщенні заводської пожежної охорони була організована поліцейська дільниця.
У ці дні була організована каральна експедиція фашистів зі знищення євреїв та активістів села. Вони приїхали на декількох мотоциклах. Чутки про те, що німці приїхали убивати "іудів", швидко поширились по навколишнім селам. Українці, німці, поляки — усі, хто мав можливість, повідомляли євреїв про небезпеку, хто міг — переховував їх. Першими були схоплені Гутман — начальник цеху Майдан-Вильського комбінату, Криштуп — начальник пожежної охорони при Майдан-Вильському комбінаті, Лузь — експедитор комбінату. Їх усіх було розстріляно біля городу Можейка Адама. Поховати вбитих наказали сироті Лотику, давши плату — годинник убитого Гутмана. Єврейського хлопчину Левіна Сьомку прив'язали до підводи, дали в руки два ящика з камінням і погнали на Конотоп. Там схопили старого єврея Песя, обрізали йому бороду, прив'язали разом з Сьомкою до підводи і погнали назад до Михайлючки. Дорогою їх жорстоко били. Напроти сінопункту, по дорозі на Городнявку, їх розстріляли.
Фашисти вирішили відновити німецькі колонії в навколишніх селах. Для цього з різних районів до Михайлючки, Цмівки, Хмелівки, Заморочення, Дубіївки звозили німецькі сім'ї. Усі, хто мав у своєму поколінні німецьке походження, називали "поколінцями". Якщо поколінець переходив на бік фашистів (приймав німецьке громадянство) — його називали "дойчі". Розселяли нові німецькі сім'ї в будинки євреїв, сільських активістів та українців, яких відправляли на проживання в інші райони.
На селі призначається комендант німець Барц. Він організовує роботу сільського господарства. Поколінці наймають до себе на роботу жителів села. Селам дають німецькі назви. Рисовата — Рейхенау; Цмівка — Гільнерсдорф; Дубіївка — Дермансдорф.
Німецьких частин у селі не було, на допомогу Барцу був приставлений загін угорців, які розмістили своїх коней у новій школі. Фронт швидко пішов на схід. Багато солдат потрапили у полон, їх тримали в таборах для військовополонених.

#### 1942
Весною 1942 року поширюються чутки про перших партизан. Михайлючка та прилеглі села оточені густим лісом, саме в них переховувались невеличкі загони та окремі месники. Партизанські загони складались з місцевих жителів та військових, що потрапили в оточення та не змогли догнати фронт, а також з місцевих жителів. Загін Шитова, який складався з Пачковського Кирила, Поліщука В., Пачковського Л., Марценюка В., уночі підривав залізничне полотно між Майдан-Вилами та Радулиним.

#### 1943
У 1943 році Пачковському Кирилу повідомили, що він на замітці у шефа поліції. Він зібрав сім'ю та пішов з друзями у ліс, з'являтись у селі було небезпечно. У партизан з'явились зв'язківці. Марценюк Євген (1927 року народження) та Рохманюк В. М. Хоча Марценюк Євген був довгий час поза підозрою про нього повідомили шефу поліції — Гайту (можливо Гаіш). Марценюка відразу схопили та розстріляли. Поліцейська дільниця була одна, тому до неї звозили людей з навколишніх сіл. Так привезли сім'ю з Червоного Цвіту (чоловіка, дружину і сина). За зв'язок із партизанами їх розстріляли. Партизани вирішили помститись, довго слідкували за шефом поліції. Коли той без охорони був у селі Майдан-Лабунь схопили його та стратили в лісах Новоград-Волинського.
Ще один партизанський загін (учасники невідомі) переодягнені у німецьку форму, зайшли в село Цмівка та стратили чотирьох місцевих німців, що доносили, складали списки на відправку у Німеччину та допомагали німцям розстрілювати. Місцеві жителі боялись допомагати партизанам, часто поліцаї під виглядом партизан ходили вечорами по селам. Проте були люди, які мали тісний зв'язок з партизанами. Сім'я лісника Ловінського, що жили у "старому лісі" не тільки переховували молодь від відправки в Німеччину, але й пекли хліб партизанам, допомагали ліками. У 1943 році до хати лісника приїхали поліцаї з новим шефом поліції. Чоловіка не було вдома, німці зачинили дружину з невісткою в будинку та спалили їх.

#### 1944
У січні 1944 року німці починають відступати на захід, разом з "поколінцями". Спочатку під Савичі, а потім все далі, аж до Польщі.

#### Незалежність
З 24 серпня 1991 року село входить до складу незалежної України.
3 лютого 2024 року селі Михайлючка парафія церкви Казанської Ікони перейшла з Московського патріархату в Православну Церкву України.

## Населення

### Мова
Розподіл населення за рідною мовою за даними :
| Мова            | Кількість | Відсоток |
| --------------- | --------- | -------- |
| українська      | 1546      | 98.22%   |
| російська       | 18        | 1.14%    |
| білоруська      | 4         | 0.25%    |
| польська        | 2         | 0.13%    |
| вірменська      | 1         | 0.06%    |
| інші/не вказали | 3         | 0.20%    |
| Усього          | 1574      | 100%     |

## Економіка та інфраструктура
У селі діють Михайлюцький ліцей, Михайлюцький дошкільний навчальний заклад «ДЗВІНОЧОК» та Михайлюцька сільська бібліотека (філія Центральної бібліотеки ім. М. Коцюбинського ЦБС Шепетівського району).
За 6 км на схід, біля села Новаки Понінківської громади знаходиться Майдан-Вильське родовище каоліну, звідки постачається каолін для ТОВ «Майдан-Вильський кар'єр».

## Відомі люди
- Мазунов Руслан Олександрович (1979—2014) — український військовик, майор, бортовий авіаційний технік вертолітної ланки 16-ї окремої бригади армійської авіації 8-го армійського корпусу Сухопутних військ ЗС України. Загинув в ході антитерористичної операції поблизу Слов'янська.
- Циклаурі Ревазо Шотаєвич (1984—2016) — солдат Збройних сил України, учасник російсько-української війни.
- Лебіга Михайло Анатолійович (1997) — український блогер, стример.

## Галерея

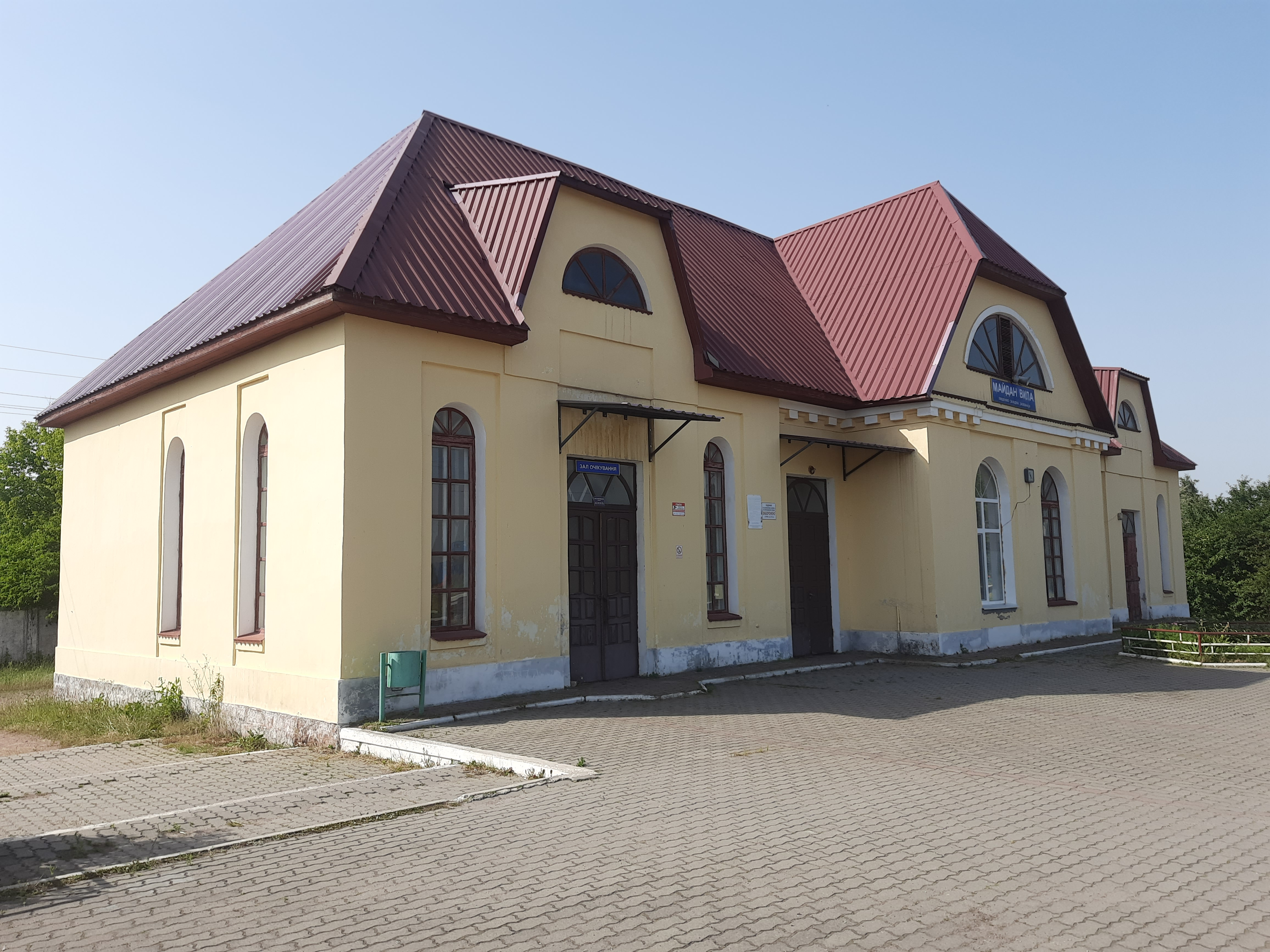
Станція Майдан-Вила
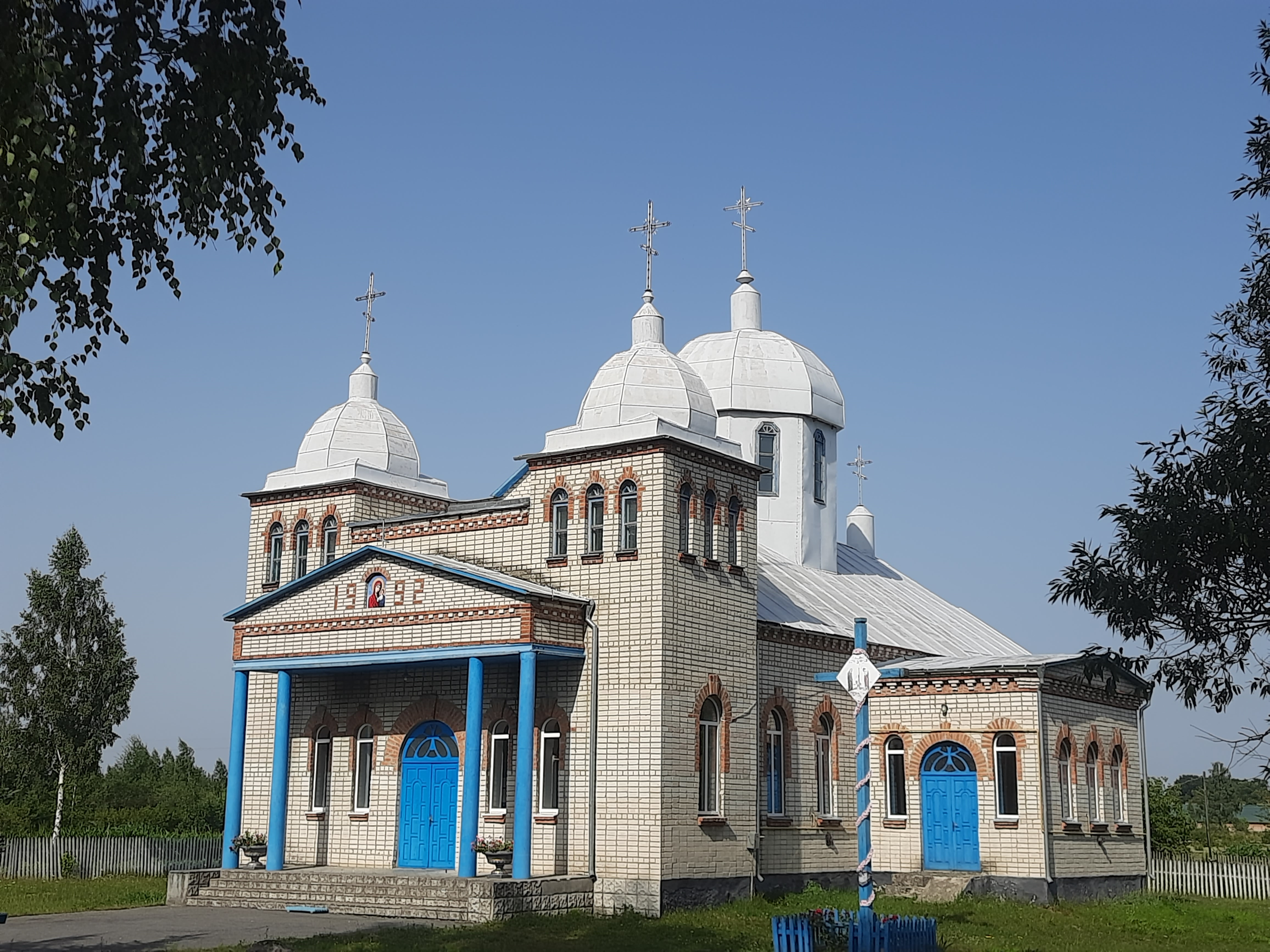
Церква Святої Казанської Божої Матері
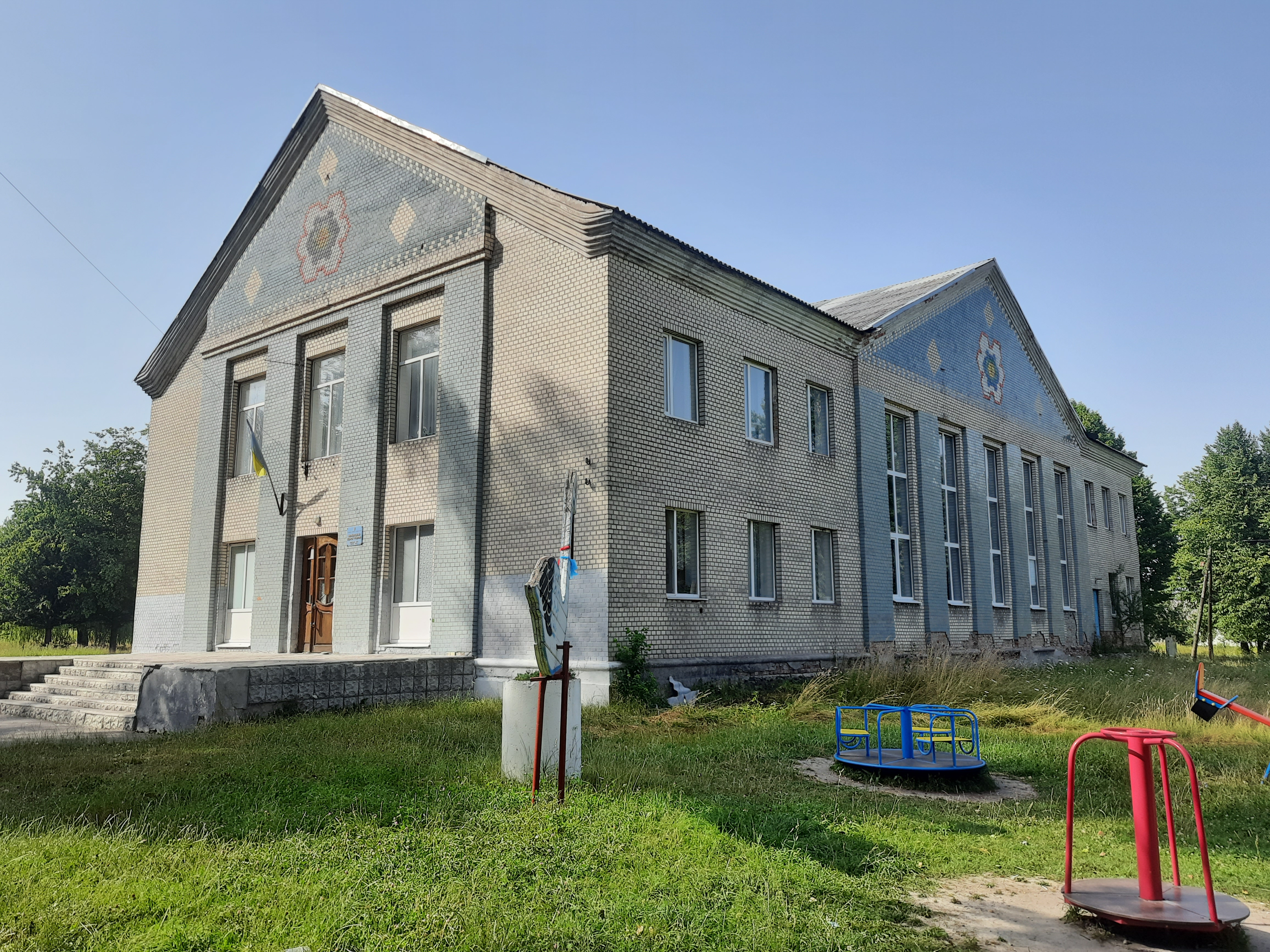
Будинок культури
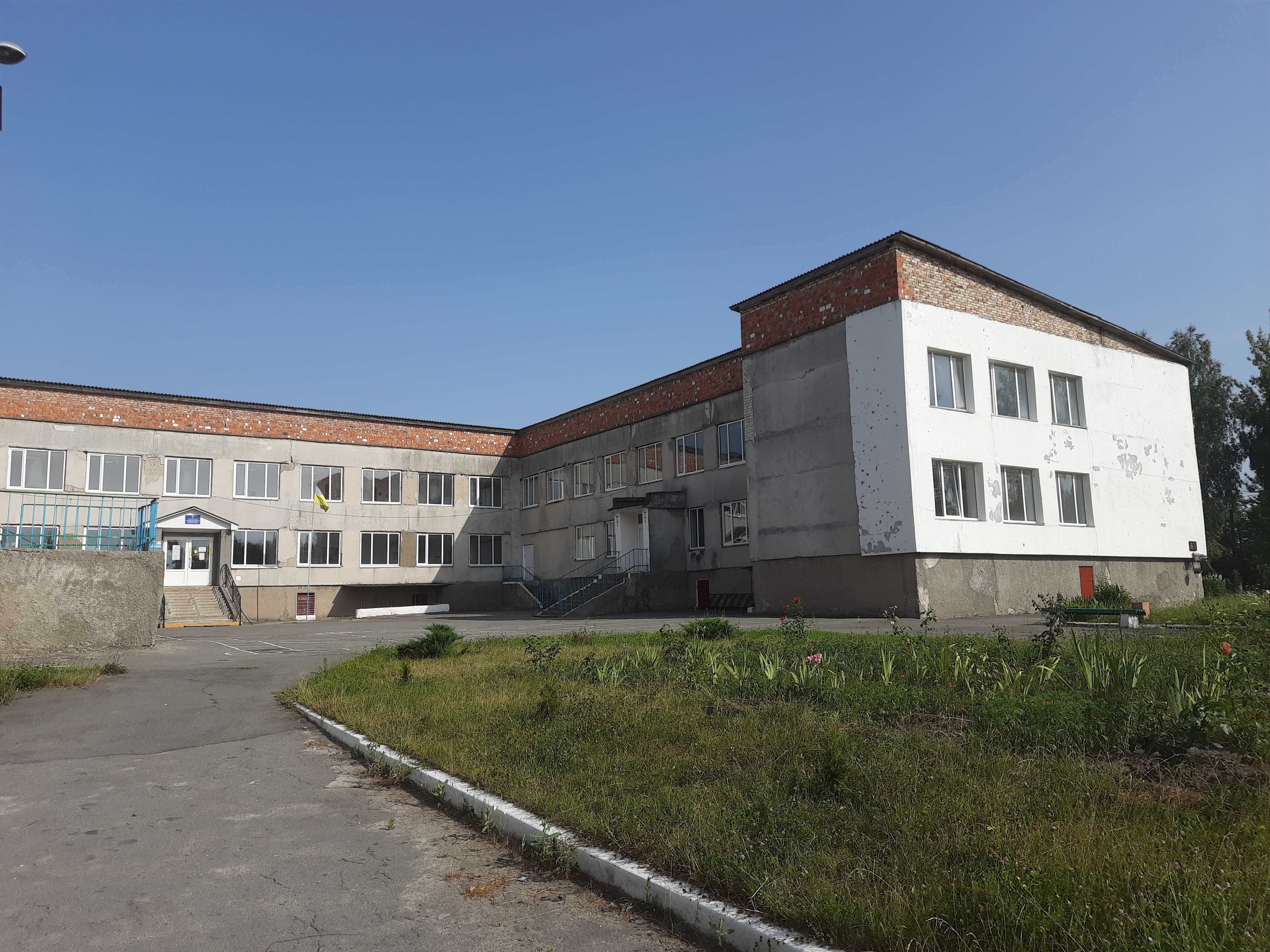
Школа
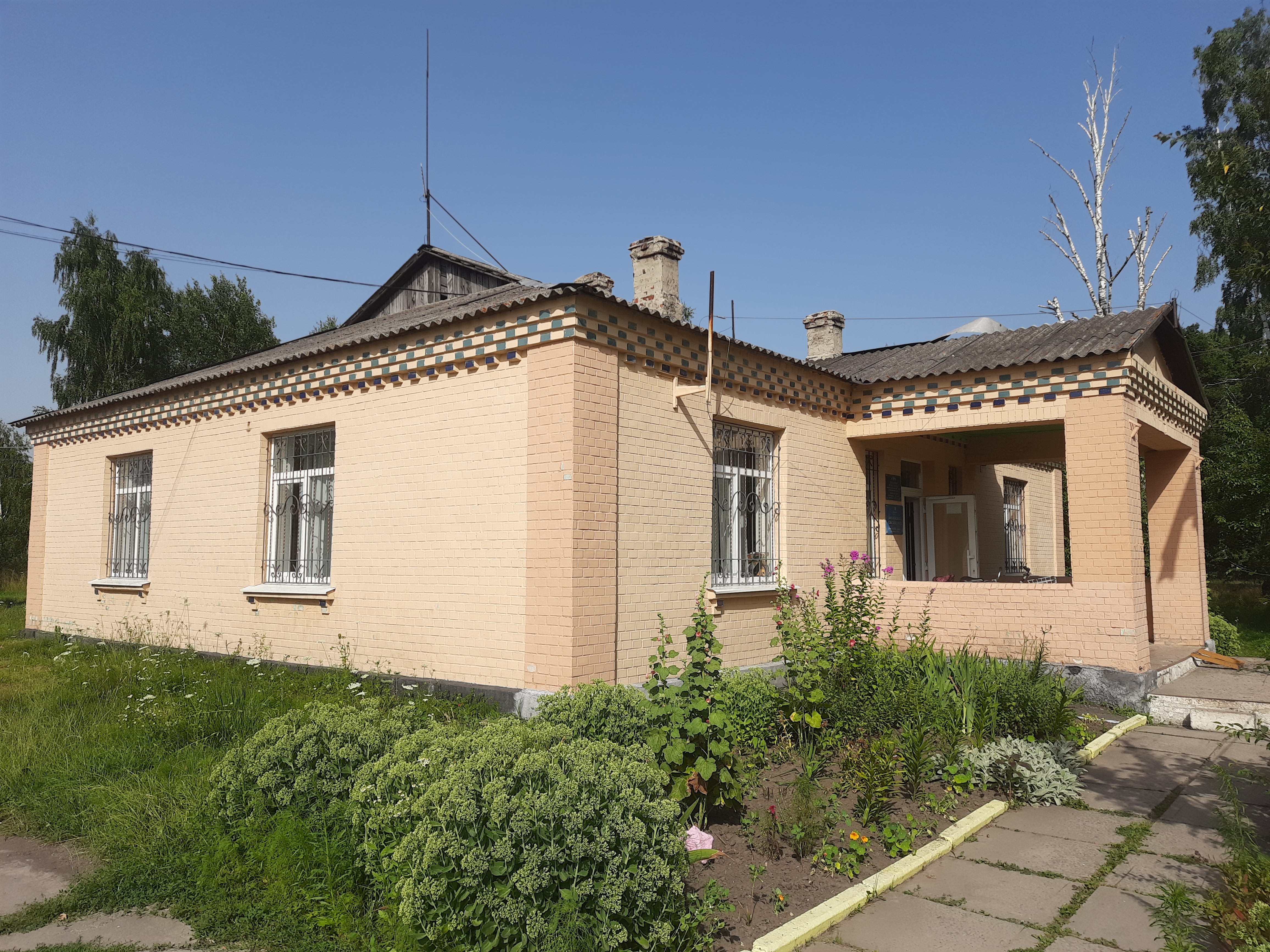
Старостат
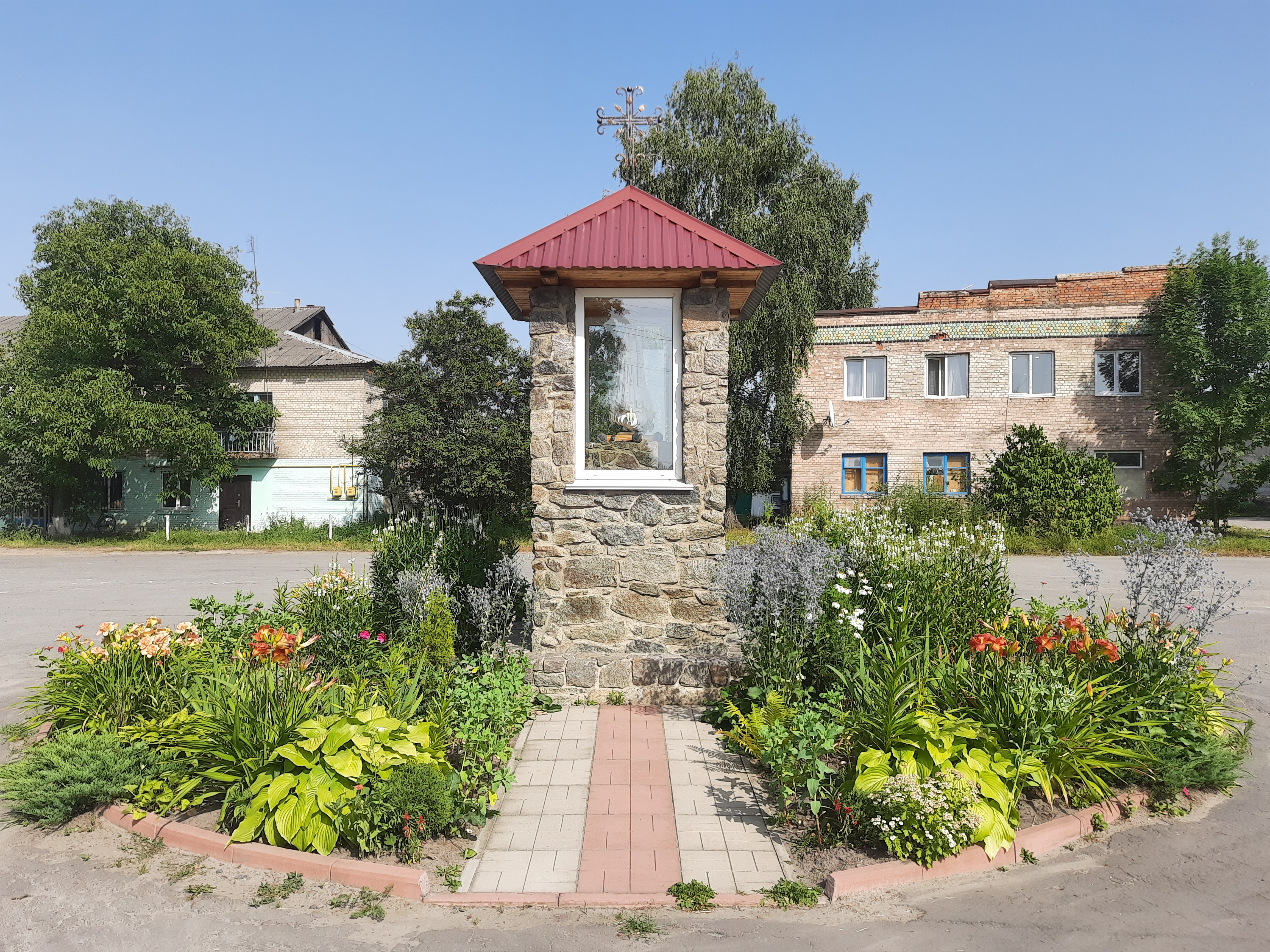
Капличка
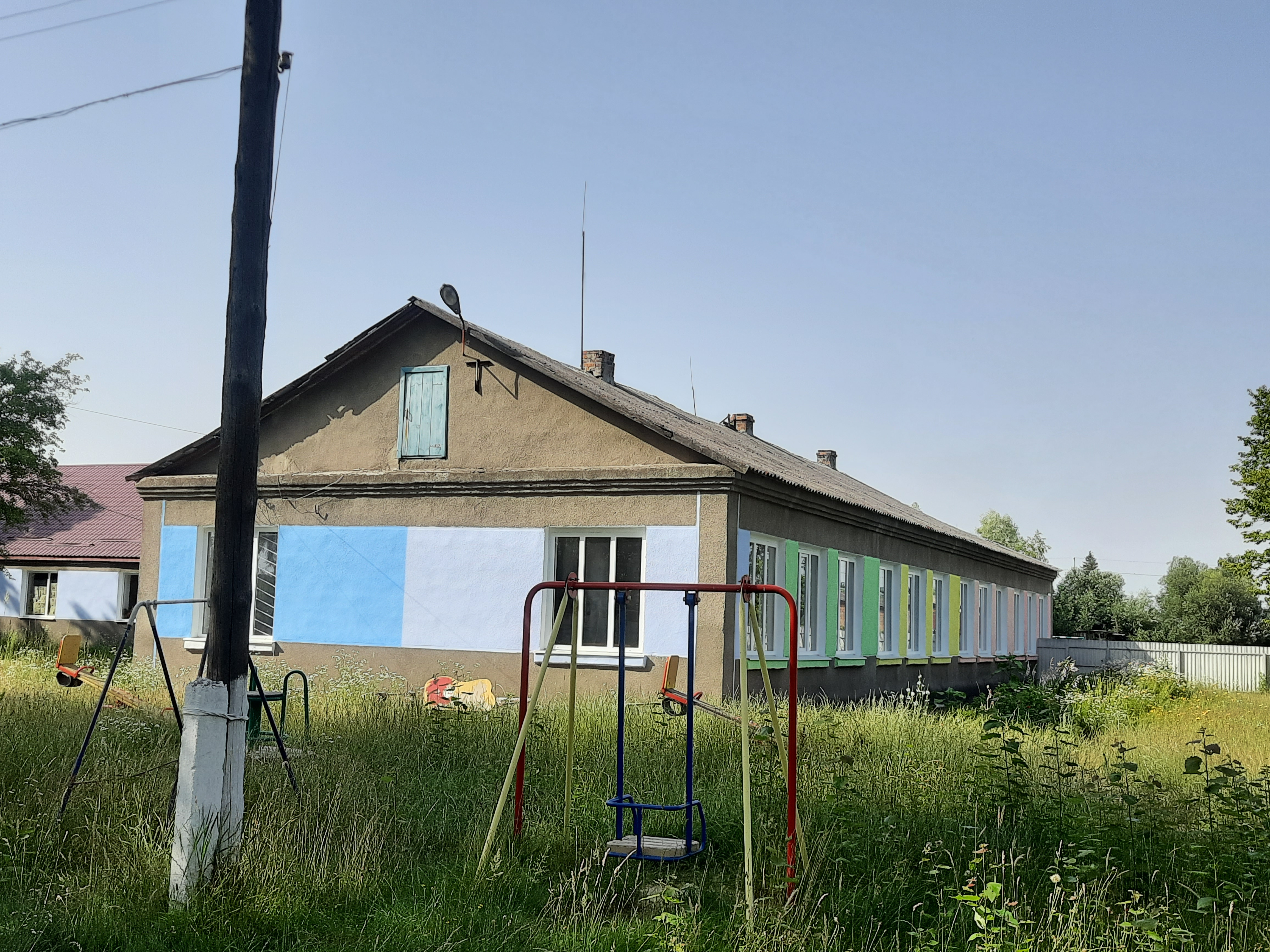
Дитячий садок
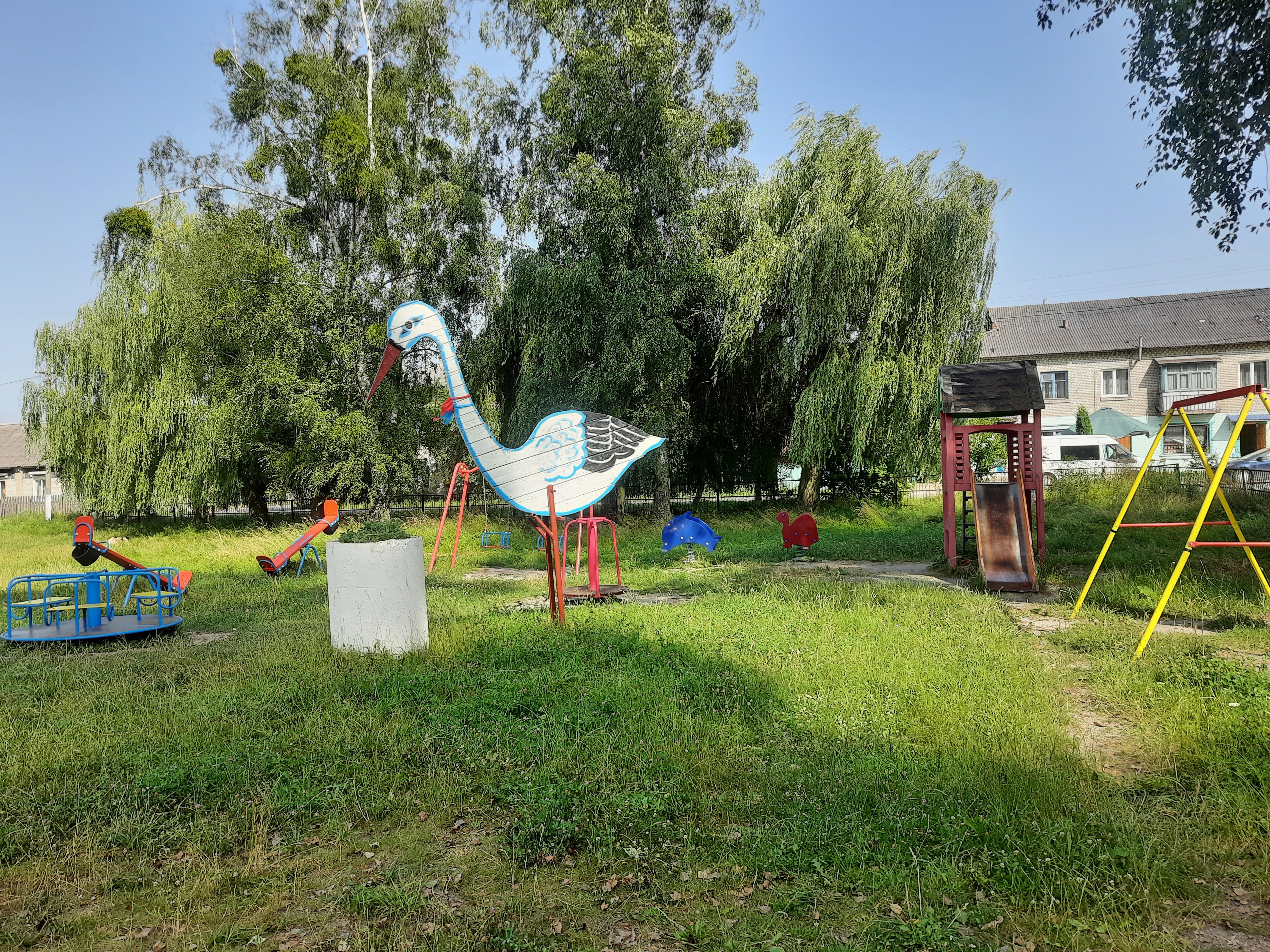
Дитячий майданчик